# Psectrosema grummgrzhimajloi
Psectrosema grummgrzhimajloi är en tvåvingeart som beskrevs av Fedotova 1983. Psectrosema grummgrzhimajloi ingår i släktet Psectrosema och familjen gallmyggor.
Artens utbredningsområde är Kazakstan. Inga underarter finns listade i Catalogue of Life.